# Коллен де Сюсси, Жан-Батист
Жан-Батист Коллен де Сюсси (фр. Jean-Baptiste Collin de Sussy; 1 января 1750, Сент-Мену — 7 июля 1826, Париж) — французский политик эпохи Первой Империи, министр мануфактур и коммерции императора Наполеона I с 1812 по 1814 годы, граф (1808 год).

## Биография
Жан-Батист Коллен де Сюсси родился в Сент-Мену в семье откупщика Пьера Коллена де Сюсси и его жены Урсулы Пети.
В молодости продолжил дело отца. В годы Революции его карьера только пошла в гору, однако настоящим прорывом для Коллена де Сюсси стала эпоха Консульства, когда 2 марта 1800 года он был назначен префектом департамента Дром, а 2 декабря 1800  года переведён префектом в департамент Сена и Марна. На этой должности он обратил на себя внимание Первого Консула Бонапарта, который дал ему несколько поручений, в частности, в 1804 году в Майнце он отвечал за ревизию долгов в четырех рейнских департаментах.
По возвращении из командировки на Рейн, Коллен де Сюсси представил проект таможенной реформы, который понравился первому консулу и был принят. 16 сентября 1805 года, в соответствии с этим проектом, было создано Главное Таможенное Управление, его первым директором был назначен Коллен де Сюсси. Он занимал эту должность до 1812 года. Его полномочия были очень широки, поскольку в эпоху Континентальной блокады Наполеон уделял большое внимание контролю за торговлей. 
Наполеон был доволен деятельностью Коллена де Сюсси, поэтому 16 января 1812 года он был назначен министром Мануфактур и коммерции (сохранив при этом за собой пост директора Главного таможенного управления). Эту должность он занимал вплоть до отречения Наполеона в апреле 1814 года, после чего  министерство Мануфактур и коммерции было упразднено, а его компетенции переданы министерству Внутренних дел (которое было, фактически, министерством по делам благоустройства, тогда как внутренние дела в современном смысле находились в ведении министерства Полиции).  
Во время Ста дней, вернувшийся Наполеон назначил Коллена де Сюсси председателем Счётной палаты вместо Барбе-Марбуа, который в 1814 году, при приближении союзных войск к Парижу, продемонстрировал нелояльность императору. 
В своей речи при вступлении в должность 27 марта 1815 года Коллен де Сюсси не побоялся продемонстрировать ряд расхождений во взглядах с Наполеоном, однако после окончания Ста дней Людовик XVIII всё равно уволил его в отставку. Тем не менее, Коллен де Сюсси не только не подвергся преследованием, но и, по настоянию премьер-министра Деказа 5 марта 1819 года был возведён в пэры Франции. 
Пэр Франции Жан-Батист Коллен де Сюсси скончался в Париже в 1826 году и был похоронен на кладбище Пер-Лашез (сектор 35). 
Переписка и отчеты Коллена де Сюсси хранятся в Национальном архиве Франции. Парадный портрет Коллена де Сюсси, выполненный живописцем Анри-Франсуа Ризенером, хранится в Версале.

## Награды
- Граф Империи (16 апреля 1808 года).
- Пэр Франции (королевский указ 5 марта 1819 года).
- Шевалье ордена Почётного легиона (2 октября 1803 года).
- Коммандан ордена Почётного легиона (14 июня 1804 года).
- Великий офицер Почётного легиона (30 июня 1811 года).
- Большой крест ордена Воссоединения (3 апреля 1813 года).

## Семья
Жан-Батист Коллен де Сюсси был женат на Луизе Милло. От этого брака родилось 4 детей:
- Жан-Батист Анри (1776-1837), 2-й граф де Сюсси, пэр Франции, создатель музея монетного двора в Париже;
- Луи, генеральный инспектор таможни;
- Елизавета Батистина Фортуна, которая вышла замуж за Жозефа-Либерте Фуше, 2-го  герцога Отрантского, сына всесильного министра Жозефа Фуше;
- Анна София Эмилия, которая вышла замуж за барона Делажа.